# غوستافو بيانكي
غوستافو بيانكي (بالإنجليزية: Gustavo Bianchi)‏ (و. 1845 – 1884 م) هو مستكشف، من مملكة إيطاليا، ولد في فيرارا، توفي في دناكيل، عن عمر يناهز 39 عاماً.